# Zillertal
Le Zillertal (en français : val de Ziller) est le nom d'une vallée située dans le Tyrol autrichien.
Elle constitue la dernière région à avoir intégré le Tyrol, en 1816. C'est l'une des vallées les plus peuplées et l'une des destinations touristiques les plus importantes du Tyrol.

## Activités
Les habitants y vivent surtout du tourisme. Beaucoup d'hôtels de toutes catégories permettent de jouir de vues spectaculaires sur la montagne et de pratiquer toutes sortes d´activités. Par exemple, la vallée est célèbre pour ses petites villes comme Mayrhofen et Zell am Ziller où il y a quelques curiosités, entre autres la fontaine de l'Europe (Europabrunnen),de nombreuses vieilles églises et une fromagerie avec une exposition qui explique la fabrication des produits laitiers. En plus, beaucoup de visiteurs empruntent le Zillertalbahn, un vieux train à vapeur qui permet aux touristes d'aller de Jenbach à Mayrhofen et surtout de jouir de la nature.
Comme le paysage inspire les sportifs de montagne, beaucoup de gens y partent en vacances pour faire du ski en hiver ou pour découvrir les chemins de randonnée en été. Ceux-ci offrent la possibilité de traverser toute la région en passant la nuit dans les refuges que les associations alpines ont construites il y a plus de cinquante ans. Le tour le plus connu qui permet aux touristes de vivre la beauté du Tyrol, c'est le circuit du Zillertal qui commence au chalet Gamshütte près de Finkenberg et qui finit au refuge Kasseler Hütte à Mayrhofen. Le mont Hochfeiler (3 510 m) est un sommet dont l'ascension ne présente pas de difficultés qu'on choisit normalement pour débuter. Un autre sport qui est très populaire aujourd'hui, c'est le VTT pour lequel on trouve de nombreux itinéraires faciles, mais aussi des circuits pour sportifs plus aguerris.
De nombreux villages au Zillertal permettent de s'adonner aux sports d'hiver comme le ski alpin ou le ski de fond pour lesquels on a aménagé un grand nombre de pistes et téléphériques, télésièges ou remonte-pentes depuis que les habitants y vivent du tourisme. Quand on entre dans la vallée  à Jenbach, il y a d'abord les premières stations comme Kaltenbach qui sont bien visitées dès qu'il commence à neiger et plus loin, Zell am Ziller, la plus grande station de la vallée où on peut bifurquer vers Gerlos et Königsleiten. Beaucoup de touristes préfèrent Mayrhofen ou Finkenberg, parce que les montagnes y sont plus élevées et la probabilité de trouver de bonnes pistes augmente quand on choisit ces stations à l'entrée du val de Tux. Le glacier de Hintertux, finalement, offre la possibilité de skier sur un glacier même en plein été à 3 300 m. Le panorama offre des vues sur les Alpes allemandes, suisses et italiennes (Tyrol du sud).
Le développement des sports d'hiver a beaucoup contribué à l'essor de la vallée. Toutefois, les caractéristiques du relief n'ont pas permis d'aménager un domaine skiable unifié. Une dizaine de massifs de taille modeste et assez dispersés sont équipés de remontées mécaniques. Les secteurs les plus intéressants sont ceux du glacier de Tux, de Mayrhofen-Finkenberg, de Gerlos et de Zell am Ziller. Les forfaits de ski d'une durée supérieure ou égale à quatre jours permettent un accès sur l'ensemble des massifs, moyennant l'emprunt de navettes. Compte tenu de leur éloignement, il n'est guère possible de varier beaucoup les itinéraires au sein d'une même journée. Par ailleurs, la faiblesse de l'altitude rend l'enneigement assez aléatoire en fond de vallée.
Depuis que le monde a découvert les Alpes comme une région intéressante, la cuisine autrichienne est devenue très célèbre et aujourd'hui, ses spécialités comme la Speckknödelsuppe (soupe avec des boulettes au jambon) ou le Kaiserschmarrn (grosse crêpe avec de la mousse aux pommes et du sucre en poudre) sont même servies à l'étranger où on les commande volontiers.